# Felsenkirche

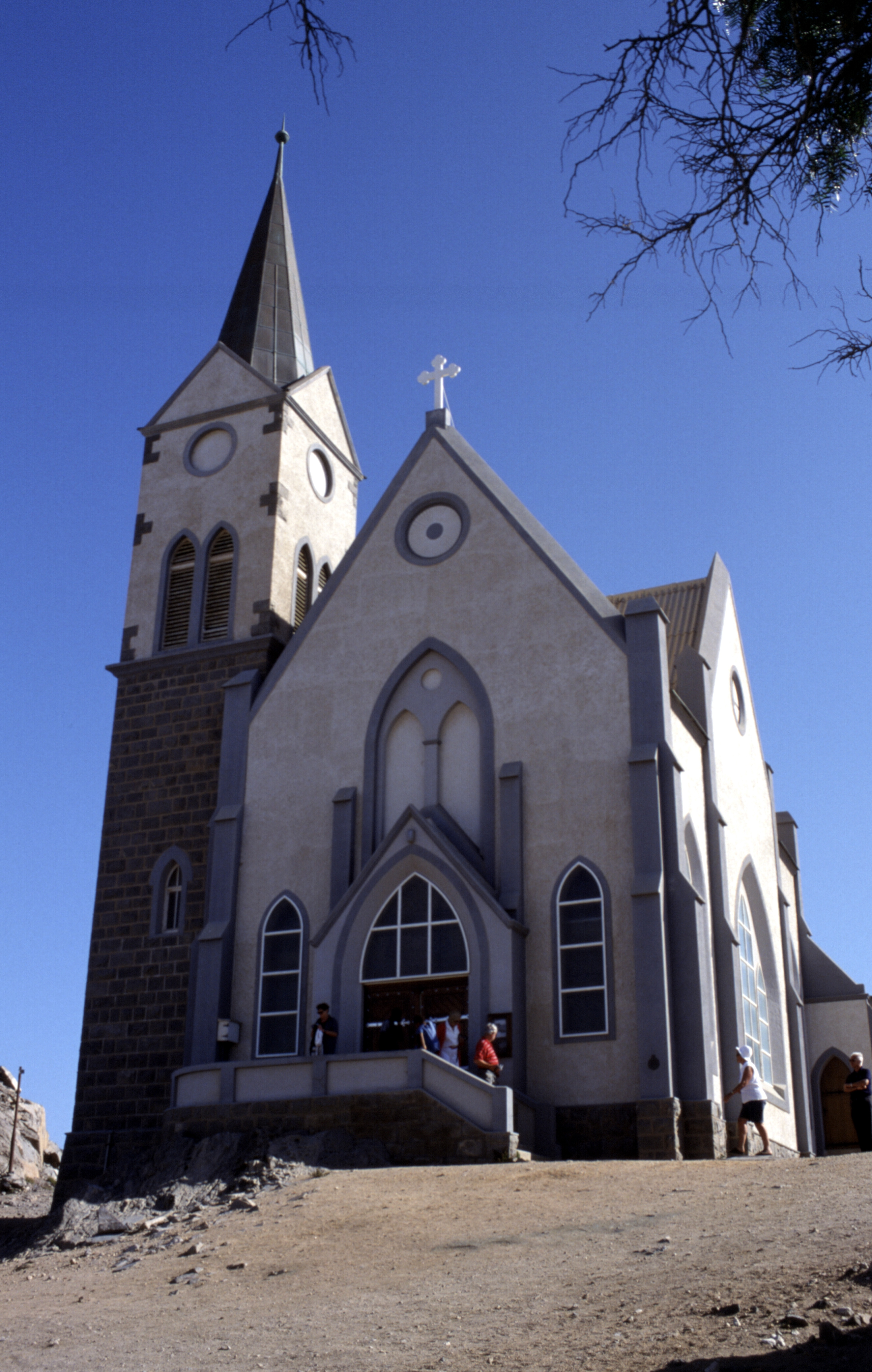
Kyrkan sedd ovanifrån.

Felsenkirche är en luthersk-evangelisk kyrkobyggnad och den högst belägna byggnaden i Lüderitz, Namibia.  Den utgör även Lüderitz och Helmeringhausens församlingskyrka. Byggnaden formgavs av Albert Bause, som tog med sig influenser från Kapkolonins viktorianska arkitektur. Bause fick för arkitekturen och byggnationen en silvermedalj av den tyska kejsaren. Byggnationen påbörjades 1911, och färdigställdes 1912. Kristallglaset över altaret donerades av kejsar Vilhelm II av Tyskland.
Kyrkan är en av de äldsta evangeliska kyrkorna i Namibia, och uppfördes då diamantfyndigheter i Kolmanskop medförde en stor europeisk befolkning i Lüderitz. Den utsågs till ett nationalmonument 21 september 1978.